# Маков, Иван Анатольевич
Ива́н Анато́льевич Ма́ков (род. 15 августа 1983, ЗАТО Северск, Томская область) — российский спортсмен, мастер спорта России международного класса по гиревому спорту. Четырёхкратный чемпион мира.

## Образование и карьера
В 2000 году поступил в Томский политехнический университет, Машиностроительный факультет (ныне Институт кибернетики), кафедра Оборудование и технология сварочного производства. В 2006 году окончил с отличием. Получил степень магистра техники и технологий.
С 2006 по 2013 годы работал инженером-технологом Сибирского химического комбината. С 2013 года заместитель директора Головного аттестационного центра Западно-Сибирского региона Национального агентства контроля и сварки.

## Спортивная карьера
Присвоено спортивное звание Мастер спорта России международного класса приказом № 47-нг от «12» мая 2014 г.